# Dyrektywa pruska
Dyrektywa Pruska - Regulacja prawna na temat zgody pacjenta na badanie zaproponowane w 1900 roku przez pruskiego ministra religii, edukacji i medycyny.

## Historia powstania
W roku 1898 profesor Albert Neisser prowadząc swoje eksperymenty medyczne nad szczepionką na syfilis na uniwersytecie we Wrocławiu, wstrzykiwał pacjentom (głównie prostytutkom), bez ich wiedzy i zgody, serum pobrane od chorych na syfilis. Ówczesne środowisko medyczne w pełni popierało prof. Neissera, tylko nieliczni mieli inne zdanie. Wśród nich był Albert Moll, lekarz z Berlina, który zebrał i opisał 600 przypadków nieetycznych zachowań lekarzy i opatrzył je konkluzją zapotrzebowania na zgodę pacjenta. Jego publikacja Moll A. Arztliche Ethik, Stuttgart: Enke 1902 została całkowicie zignorowana przez ówczesny świat medyczny, ale stała się podwalinami pod prawodawstwo, ponieważ zainteresowały zarówno parlament jak i rząd pruski. Prof. Neisser stanął również przed sądem za swoje praktyki.
W dyrektywie wydanej przez ministerstwo i rozesłanej do wszystkich szpitali i klinik doradzano dyrektorom medycznym placówek, aby wszelkie medyczne interwencje oprócz diagnostyki, podawania leków i szczepionek zostały wykluczone ze stosowania, jeśli "pacjent nie dał na nie jednoznacznej zgody po wcześniejszym starannym poinformowaniu go o możliwych negatywnych konsekwencjach". Regulacja ta bazowała na zasadzie autonomii pacjenta i reprezentuje wczesny, o ile nie pierwszy, prawnie zakorzeniony i udokumentowany rodzaj zgody pacjenta.